# Protestas en Francia de 1986-1987
Las protestas en Francia de 1986-1987 fueron manifestaciones masivas y un movimiento político que estalló después de una nueva ley firmada por el gobierno en noviembre de 1986, denominada ley Devaquet, que provocó protestas y huelgas masivas de estudiantes en toda Francia del 28 de noviembre de 1986 al 11 de enero de 1987. Se produjeron disturbios y saqueos en toda la ciudad de París, pero se extendieron a otras 3 ciudades.

## Antecedentes
Después de la muerte de Malik Oussekine, un estudiante que participó en manifestaciones en París y otros suburbios lideradas por estudiantes, la brutalidad policial y las reformas policiales se convirtieron en un problema y la violencia policial contra los manifestantes se volvió cuestionable entre los manifestantes. Estallaron protestas contra su muerte.

## Protestas
Se realizaron manifestaciones masivas en todo el país después de una serie de protestas pacíficas, encabezadas por 600 000 estudiantes y jóvenes civiles que viven en los suburbios de París y pueblos aledaños contra la muerte de Malik Oussekine, un estudiante franco-argelino que participó en las protestas que fue asesinado bajo custodia, mientras exigía el retiro de la ley Devaquet.
Huelgas y ocupaciones de la clase trabajadora ocurrieron en 50 áreas a nivel nacional luego de tensas protestas en el centro de París e inspiraron a otros sectores a protestar. Los manifestantes se reunieron el 5 de diciembre, el mayor movimiento de protesta hasta el momento. Trabajadores y estudiantes participaron en grandes marchas contra la ley.
El malestar social generalizado estalló el 7 de diciembre, después de la muerte de Malik. Las protestas se convirtieron en tensiones cada vez mayores y las manifestaciones estudiantiles se volvieron violentas. La policía antidisturbios se enfrentó a los manifestantes que marchaban en el centro de París en protesta por el asesinato. Los manifestantes volvieron a manifestarse a principios de enero de 1987, después de una serie de protestas el mes anterior. Los estudiantes se amotinaron de nuevo y aumentaron los recordatorios del movimiento de mayo de 1968. Después de escenas caóticas durante 3 semanas de manifestaciones no violentas que se volvieron violentas, las protestas terminaron con 200 heridos y un muerto.